# La Romagne (Ardennes)
Pour les articles homonymes, voir Romagne.
La Romagne est une commune française située dans le département des Ardennes, en région Grand Est.

## Géographie

### Hydrographie
La commune est dans la région hydrographique « la Seine du confluent de l'Oise (inclus) à l'embouchure » au sein du bassin Seine-Normandie. Elle est drainée par le Hurtaut, le Fossé 02 de la commune de Romagne, le ruisseau de la Fontaine aux Poux, le ruisseau des Voicheux, le cours d'eau 02 de la commune de la Romagne, le cours d'eau 03 de la commune de la Romagne et divers autres petits cours d'eau,.
L'Hurtaut, d'une longueur de 38 km, prend sa source dans la commune de Signy-l'Abbaye, à 235 mètres d'altitude, et se jette  dans la Serre à Chaourse, après avoir traversé 17 communes.

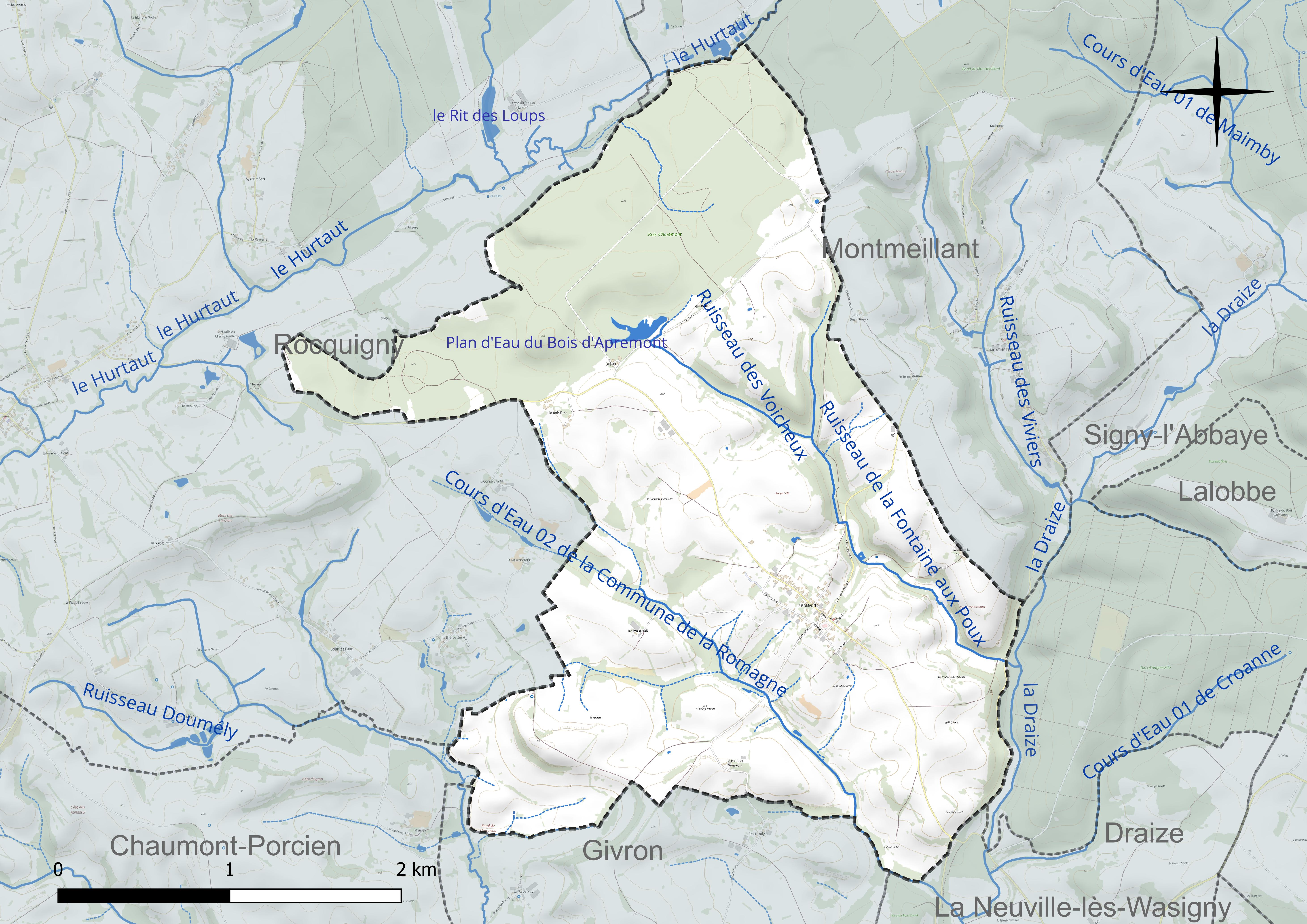
Réseau hydrographique de la Romagne.

Un plan d'eau complète le réseau hydrographique : le plan d'eau du Bois d'Apremont (2,1 ha),.

### Climat
Pour des articles plus généraux, voir Climat du Grand Est et Climat des Ardennes.
En 2010, le climat de la commune est de type climat des marges montargnardes, selon une étude du Centre national de la recherche scientifique s'appuyant sur une série de données couvrant la période 1971-2000. En 2020, Météo-France publie une typologie des climats de la France métropolitaine dans laquelle la commune est exposée à un climat océanique altéré et est dans la région climatique Nord-est du bassin Parisien, caractérisée par un ensoleillement médiocre, une pluviométrie moyenne régulièrement répartie au cours de l’année et un hiver froid (3 °C).
Pour la période 1971-2000, la température annuelle moyenne est de 10 °C, avec une amplitude thermique annuelle de 15,5 °C. Le cumul annuel moyen de précipitations est de 898 mm, avec 13,4 jours de précipitations en janvier et 9,6 jours en juillet. Pour la période 1991-2020, la température moyenne annuelle observée sur la station météorologique de Météo-France la plus proche, « Signy-l'abbaye », sur la commune de Signy-l'Abbaye à 8 km à vol d'oiseau, est de 10,2 °C et le cumul annuel moyen de précipitations est de 1 060,5 mm. 
La température maximale relevée sur cette station est de 40 °C, atteinte le 25 juillet 2019 ; la température minimale est de −20,5 °C, atteinte le 17 janvier 1985,,.
Les paramètres climatiques de la commune ont été estimés pour le milieu du siècle (2041-2070) selon différents scénarios d'émission de gaz à effet de serre à partir des nouvelles projections climatiques de référence DRIAS-2020. Ils sont consultables sur un site dédié publié par Météo-France en novembre 2022.

## Urbanisme

### Typologie
Au 1er janvier 2024, La Romagne est catégorisée commune rurale à habitat dispersé, selon la nouvelle grille communale de densité à 7 niveaux définie par l'Insee en 2022.
Elle est située hors unité urbaine et hors attraction des villes,.

### Occupation des sols
L'occupation des sols de la commune, telle qu'elle ressort de la base de données européenne d’occupation biophysique des sols Corine Land Cover (CLC), est marquée par l'importance des territoires agricoles (62,6 % en 2018), une proportion identique à celle de 1990 (62,6 %). La répartition détaillée en 2018 est la suivante : 
prairies (49,4 %), forêts (34,5 %), zones agricoles hétérogènes (13,2 %), zones urbanisées (3 %). L'évolution de l’occupation des sols de la commune et de ses infrastructures peut être observée sur les différentes représentations cartographiques du territoire : la carte de Cassini (XVIIIe siècle), la carte d'état-major (1820-1866) et les cartes ou photos aériennes de l'IGN pour la période actuelle (1950 à aujourd'hui).

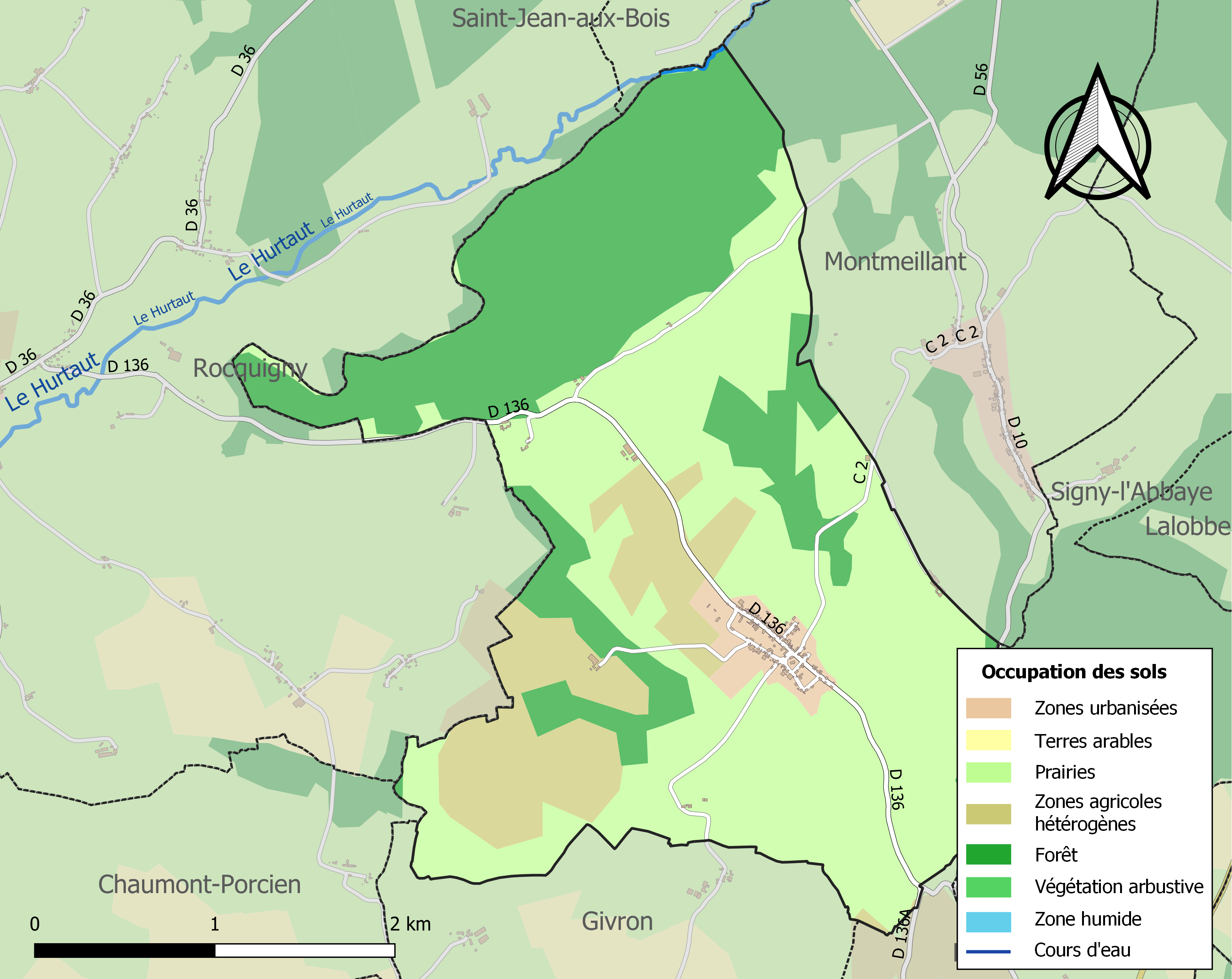
Carte des infrastructures et de l'occupation des sols de la commune en 2018 (CLC).

## Toponymie
Le nom de la localité est attesté sous la forme La Rommaine en (1248).
Le toponyme provient du latin tardif Romània et remonte au VIe siècle. Romanià était à l'origine un terme latin générique signifiant « monde romain, domaine de Rome ». De Romagna « Romaine ». De  Roma magna », c'est-à-dire « Rome la grande ».

## Histoire
Selon une tradition orale, Turenne aurait séjourné à La Romagne (Ardennes). Nulle preuve matérielle n'a cependant été apportée pour valider cette affirmation. Aucune source primaire n'a été retrouvée dans l'état actuel de la recherche. Cette anecdote relèverait donc moins du fait historique que d'une légende campagnarde.[réf. nécessaire]

## Politique et administration
| Période                                  | Période  | Identité       | Étiquette | Qualité                        |
| ---------------------------------------- | -------- | -------------- | --------- | ------------------------------ |
| Les données manquantes sont à compléter. |          |                |           |                                |
| avant 1988                               | ....     | Robert Macquin |           |                                |
| mars 2001                                | En cours | René Malherbe  |           | Réélu pour le mandat 2014-2020 |

## Démographie
L'évolution du nombre d'habitants est connue à travers les recensements de la population effectués dans la commune depuis 1793. Pour les communes de moins de 10 000 habitants, une enquête de recensement portant sur toute la population est réalisée tous les cinq ans, les populations de référence des années intermédiaires étant quant à elles estimées par interpolation ou extrapolation. Pour la commune, le premier recensement exhaustif entrant dans le cadre du nouveau dispositif a été réalisé en 2005.

En 2022, la commune comptait 130 habitants, en évolution de +1,56 % par rapport à 2016 (Ardennes : −2,97 %, France hors Mayotte : +2,11 %).
| 1793 | 1800 | 1806 | 1821 | 1831 | 1836 | 1841 | 1846 | 1851 |
| ---- | ---- | ---- | ---- | ---- | ---- | ---- | ---- | ---- |
| 304  | 245  | 341  | 407  | 451  | 505  | 500  | 488  | 489  |

| 1866 | 1872 | 1876 | 1881 | 1886 | 1891 | 1896 | 1901 | 1906 |
| ---- | ---- | ---- | ---- | ---- | ---- | ---- | ---- | ---- |
| 424  | 431  | 396  | 375  | 382  | 405  | 339  | 325  | 287  |

| 1911 | 1921 | 1926 | 1931 | 1936 | 1946 | 1954 | 1962 | 1968 |
| ---- | ---- | ---- | ---- | ---- | ---- | ---- | ---- | ---- |
| 279  | 259  | 273  | 219  | 208  | 183  | 196  | 210  | 188  |

| 1975 | 1982 | 1990 | 1999 | 2005 | 2006 | 2010 | 2015 | 2020 |
| ---- | ---- | ---- | ---- | ---- | ---- | ---- | ---- | ---- |
| 168  | 153  | 139  | 119  | 125  | 123  | 132  | 127  | 131  |

| 2022 | - | - | - | - | - | - | - | - |
| ---- | - | - | - | - | - | - | - | - |
| 130  | - | - | - | - | - | - | - | - |

## Lieux et monuments
- Église Saint-Jean de La Romagne.

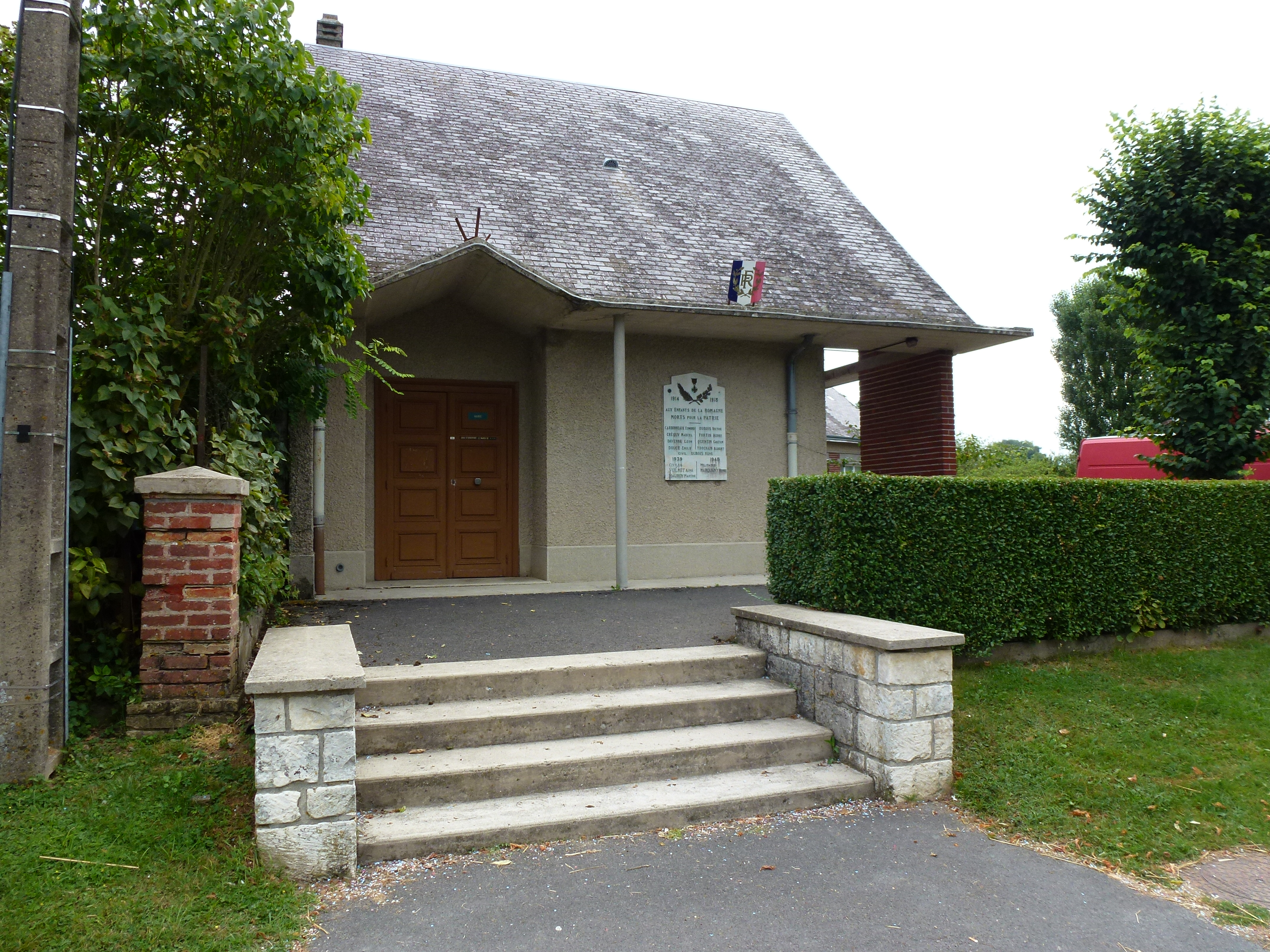
Mairie.
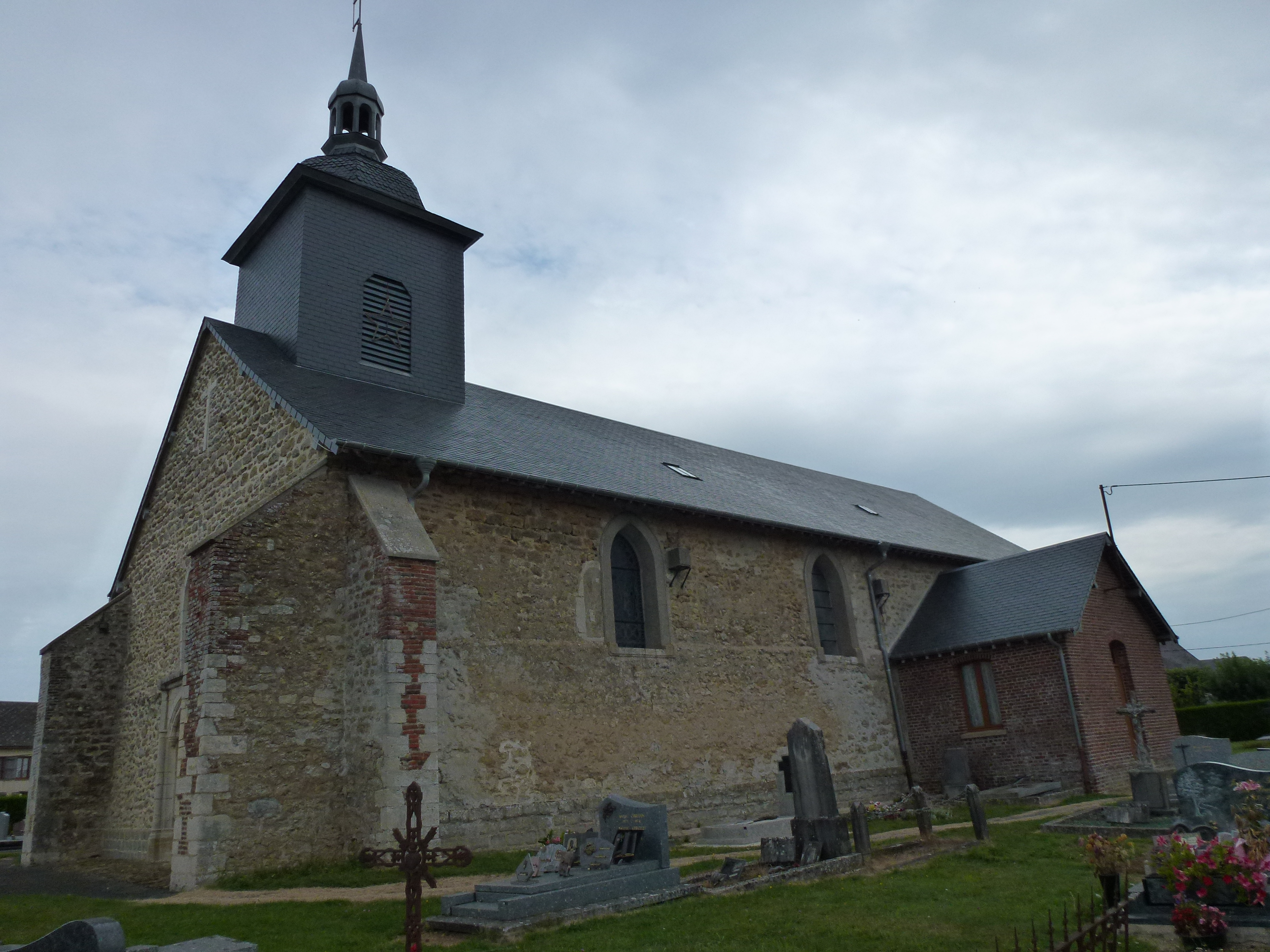
Église.

## Héraldique
| Blason de La Romagne | Blason  | D'argent à la feuille de marronnier de sinople, au chef d'azur chargé d'une croisette d'argent accostée de deux roses du même. |
| Blason de La Romagne | Détails | Le statut officiel du blason reste à déterminer.                                                                               |